# Zbruceanske, Borșciv
Zbruceanske (în ucraineană Збручанське) este o comună în raionul Borșciv, regiunea Ternopil, Ucraina, formată numai din satul de reședință.

## Demografie
Componența lingvistică a comunei Zbruceanske
     Ucraineană (99,31%)
     Alte limbi (0,69%)
Conform recensământului din 2001, majoritatea populației comunei Zbruceanske era vorbitoare de ucraineană (99,31%), existând în minoritate și vorbitori de alte limbi.